# 송기숙
송기숙(宋基淑, 1935년 7월 4일~2021년 12월 5일)은 대한민국의 소설가이다.

## 생애
전남 장흥에서 출생하였고, 전남대학교 국어국문학과 및 동 대학원을 졸업하였다. 1964년 《현대문학》에 평론 《창작 과정을 통해 본 손창섭》이 추천되었고, 1965년 《이상서설》로 추천이 완료되었다. 1966년 단편 〈대리복무〉, 장편 《자랏골의 비가》 등을 발표했다. 1972년 긴급조치 제9호 위반으로 구속되었고, 1973년 전남대학교 교수가 되었다. 전남대학교 교수로 재직하던 1978년 '우리의 교육지표' 사건(교육지표사건)으로 1년여 간 구금, 해직되었다. 이후 1980년 광주민주화운동으로 다시 구속되었다가 이듬해 석방되었다. 《녹두장군》, 《암태도》, 《개는 왜 짖는가?》, 《휴전선 소식》 등을 발표했다. 1984년 전남대학교 교수로 복직하였으며, 1987년에는 민주화를 위한 전국교수협의회를 창설하여 초대 공동의장을 맡았다. 2000년 8월 교수 정년 이후 아시아문화중심도시조성 위원장 등을 지냈다. 현실의 부정에 과감히 대처하는 80년대 행동하는 작가로 알려져 있다.
2021년 12월 5일 숙환으로 별세하였다.

## 수상
- 1973년 제18회 현대문학상
- 1994년 제9회 만해문학상
- 1995년 제12회 금호예술상
- 1996년 제13회 요산문학상
- 2022년 금관문화훈장

## 작품
- 《자랏골의 비가》ISBN 9788936433949
- 《녹두장군》
- 《거짓말 잘하는 사윗감 구함》ISBN 9788936445645
- 《정승 장인과 건달 사위》ISBN 9788936445676 외 다수

## 가족 관계
- 배우자: 김영애
  - 슬하 1남 4녀(송석희, 송강희, 송원, 송송희)

## 참고 문헌
- 이 문서에는 다음커뮤니케이션(현 카카오)에서 GFDL 또는 CC-SA 라이선스로 배포한 글로벌 세계대백과사전의 내용을 기초로 작성된 글이 포함되어 있습니다.